# Gabès (guvernement)

Guvernementets läge

Gabès (arabiska: ولاية قابس) är ett av 24 guvernement i sydöstra Tunisien. Det har en yta av 7,175 km² och invånarantalet är 343 000 (2004). Huvudstaden i guvernatet heter också Gabès.
Guvernementet är indelat i tio distrikt. Distrikten är i sin tur indelade i mindre enheter som kallas sektorer. Guvernementet har tio kommuner.